# Hua Tuo
Hua Tuo (i.sz. 140-208 körül), más néven Jüan-hua kínai orvos volt a késői Han-dinasztia ideje alatt. A Három királyság története és a Hou Han su szerint ő volt az első kínai orvos aki általános érzéstelenítést használt műtét közben. Bor és gyógynövények keverékéből készített egy formulát, melyet mafeiszannak (麻沸散) nevezett el. Híres volt még akupunktúra, moxibúció, gyógynövények és taoista jóga területén szerzett szakértelme miatt is. Ő fejlesztette ki a Vucsinhszi (五禽戲; 'Öt Állat gyakorlata') nevű technikát, melyet a tigris, szarvas, medve, majom és darumadár mozgásának megfigyelésével tanulmányozott.

## Történelmi háttér

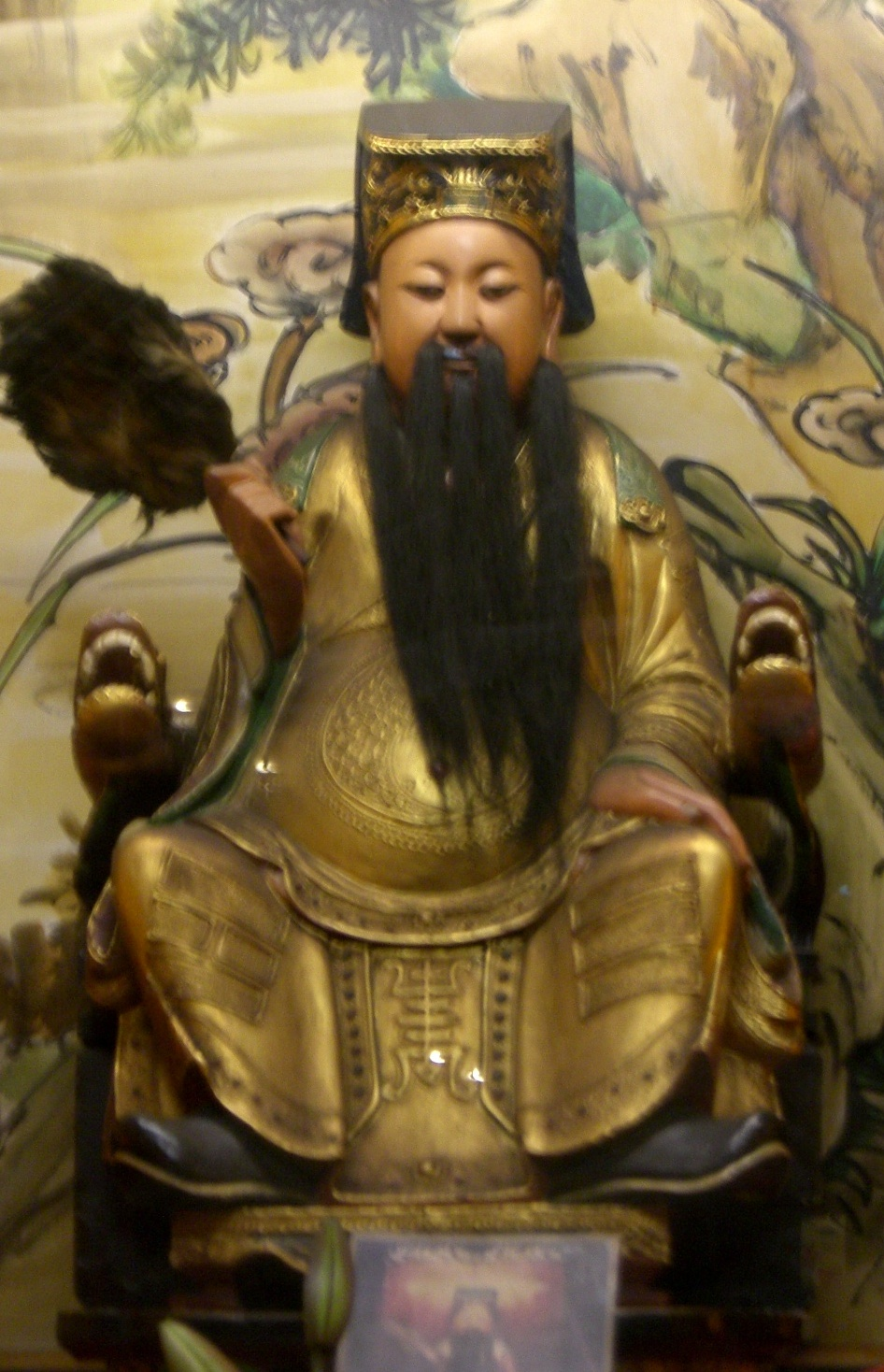
Hua Tuo szobra a Mengcsia Longsan templomban Tajpejben

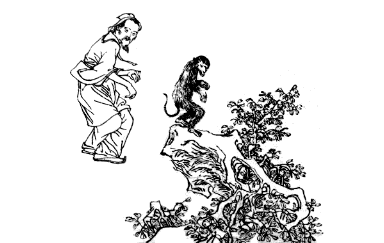
Hua Tuo egy majom mozgását tanulmányozza

Az első feljegyzések a doktorról a Huszonnégy történeti műben találhatóak meg, melyek a Keleti Han-dinasztia (i.sz. 25-220),illetve a Három királyság korában (220-280) íródtak.  A Három királyság története és a Hou Han su feljegyzései szerint Csiao megyéből (ma Pocsou, Anhuj) származott, és klasszikus kínait tanult Hszücsou tartományban (ma Csiangszu és Santung tartományok). Több magas rangú hivatalnok is felajánlott neki munkalehetőséget, azonban mindegyiket elutasította és inkább orvoslást tanult.
A dátumok Hua Tuo életére vonatkozóan nem egyértelműek. Találgatások szerint vagy i.sz. 110-207 között , vagy pedig 190-265 között élhetett. A legpontosabb becslés 145-208 közé teszi létezését. Hua Tuo kortársa volt Csang Csungcsing (i.sz. 150-219) orvosnak.
A név Hua Tuo a Hua (華; jelentése káprázatos) vezetéknévből és a Kínában ritka Tuo (佗; jelentése púp, meredek domb) keresztnévből áll. Hívták még Hua Fu-nak is (尃; jelentése alkalmaz), a másik neve pedig Jüan-hua (元化; jelentése alapvető átalakulás).
Néhány tudós szerint buddhista misszionáriusoktól tanult ájurvéda orvosi technikákat Kínában. Victor H. Mair így vélekedik róla: „Évszázadokkal kortársai előtt jár orvosi ismeretek és gyakorlatok terén.” Az orvos életrajzában több történet is ájurvédikus jellegzetességre utal, valamint olyan területeken volt aktív, ahol az első buddhista közösségek megalakultak az országban. 
Hua Tuot életrajza a Szanguocse-ben taoista hszienhez (仙; jelentése halhatatlan) hasonlítja, egyúttal orvosi technikáit részletezi.
(Hua Tuo) elsajátította az ember természetének táplálásához szükséges technikát. Habár kortársai szerint száz évesnek kellett lennie, mégis egészségesnek és edzettnek tűnt. (Hua Tuo) gyógyszerek készítésében is rendkívül ügyes volt. A főzethez, melyet betegségek gyógyítására alkalmazott, csupán néhány összetevő kellett. Annyira értett az összetevők mennyiségének megállapításához, hogy szemmel meg tudta állapítani miből mekkora mérték kell, nem használt mérleget hozzá. Amint a főzet nagyjából elkészült, máris meg lehetett inni. A betegnek elmondta hogyan kell a gyógyszert bevenni majd menjen haza, ezek után a beteg állapota azonnal javult.

Ha moxibúciót alkalmazott, csak egy vagy két helyen égetett korhadt fát, valamint mindegyik helyen hét vagy nyolc különböző égetést használt, amire a betegség gyorsan reagált. Ha akupunktúrát használt, azt is csak egy vagy két helyen alkalmazta. Mielőtt a tűt beleszúrta volna a betegbe, így szólt hozzá: Most ebbe-és ebbe a pontba fogom irányítani a tűt. Ha úgy érzi elértem azt a pontot, szóljon. Amint a tű elérte a pontot, kihúzta a tűt a testből és a betegség enyhült.

Ha a betegség a belső szervekből származott és az akupunktúra, valamint a gyógyszerek hatástalanok voltak, az orvos operációt tartott szükségesnek. Ezekben az esetekben a betegeknek egy altató porból készült oldatot kellett inniuk, amitől mámoros állapotba kerültek és érzéketlenné váltak. Ezután egy bemetszést csinált és kivette az elhalt szöveteket. Ha a betegség a zsigerekben volt, elválasztotta és kimosta őket, majd összeöltötte a hasat és kenőcsöt dörzsölt bele. Négy-öt nap után a fájdalom elmúlt. A páciens idővel visszanyerte eszméletét, majd egy hónap alatt meggyógyult.
A Houhansuban megemlítették, hogy a mafeiszan csiuban (酒; jelentése alkoholos ital, bor) volt feloldva. A mafeiszan receptje eltűnt vagy tönkre lett téve Hua Tuo minden más kéziratával együtt. A Szuj könyve felsorol öt orvosi könyvet melyeket Hua Tuonak és a tanítványainak tulajdonítanak, azonban egyik sem létezik.

### Hua Tuo és Csen Deng
Egy fejezet a Szanguocseben 16 orvosi esetet ismertet: tíz belgyógyászati, három műtéti, két nőgyógyászati és egy gyermekgyógyászati esetet. Hua Tuo a belgyógyászati betegségekben volt jártas, de másfajta kezeléseket is elvégzett. Parazitákat távolított el, abortuszt hajtott végre, valamint fekélyeket, sebeket és más fájdalmakat is kezelt.  Például:
(Kuangling) kormányzójának, Csen Dengnek olyan betegsége volt, amely fülledtség érzését keltette a mellkasában. Az arca vörös volt és nem kívánta az ételeket. (Hua Tuo) megnézte a pulzusát és azt mondta: „Uram, rengeteg parazitabogár található a gyomrában és fekély van kialakulóban. A nyers halfogyasztás az oka.” Ezután egy liter főzetet készített a kormányzónak, fél litert azonnal meg kellett innia, a másik fél litert valamivel később. Egy ebéd elfogyasztásának ideje alatt a kormányzó egy, vagy még több kilónak megfelelő parazitát hányt ki. Vörös fejük volt és rángatóztak: a fél testük úgy nézett ki mint a nyers halszeletek. A kényelmetlen érzés azonnal megszűnt, a kormányzó azonnal megkönnyebbült. „Ez a betegség három év után ismét jelentkezni fog. Ha a közelében van egy képzett orvos, meg fogja tudni menteni Önt.” Ahogy Hua Tuo megjósolta, a betegség három év után valóban kiújult, de mivel (Hua Tuo) nem volt a városban, a kormányzó meghalt.”

### Hua Tuo és Cao Cao

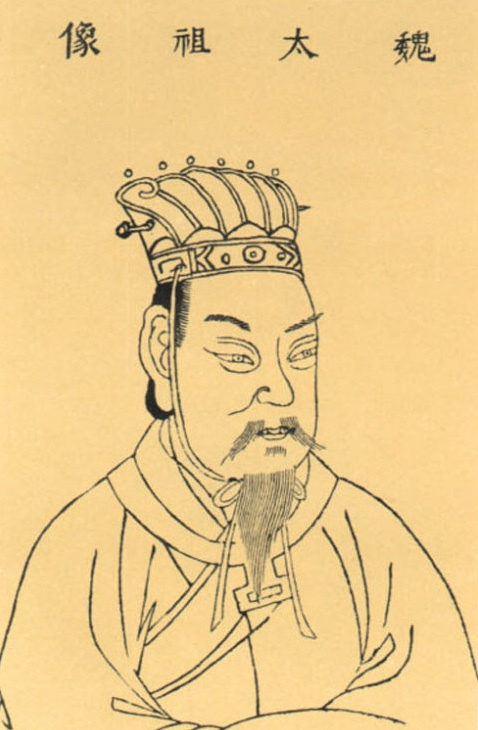
Cao Cao

Hua Tuo legismertebb páciense Cao Cao hadvezér volt, aki a Han-dinasztia bukása után a Három Királyság korában hatalomra emelkedett és megalapította a Cao Vej államot. Krónikus fejfájástól szenvedett amit valószínűleg egy agydaganat okozott.
„(Cao Cao) hallott az orvosról és beidézte a bíróságra, ahol sok időt töltött. Iszonyatos fejfájástól szenvedett. Akárhányszor előjött, zavarttá vált és szédült. (Hua Tuo) akupunktúrát alkalmazott a rekeszizomnál található pontnál, a probléma elmúlt amint a procedúrát elvégezte.”
Cao Cao állapota migrénes fejfájásként lett bejegyezve amelyet zavartság és szédülés kísért, az akupunktúrás pont pedig Jungcsüan-ként (涌泉; jelentése bugyogó szökőkút) volt azonosítva. Cao Cao megbízta Hua Tuot, hogy legyen a személyi orvosa, azonban Hua Tuo ezt nehezményezte.
(Hua Tuo) képességei általában ilyenek. Azonban, mivel ő eredetileg tudós, gyakran megbánta hogy orvosnak nézték. Később, mikor (Cao Cao) személyesen irányította az állam ügyeit, a betegsége felerősödött és magához hívatta Hua Tuot. „Nehéz lesz a közeljövőben meggyógyítanom Önt, ám ha hosszabb időn keresztül fenntartjuk a kezelést, lehetséges hogy meg fog hosszabbodni az élettartama.” 
Annak érdekében hogy Cao Caot ne kezelje, Hua Tuo folyamatosan azt a kifogást használta hogy a felesége beteg. Erre Cao Cao azonban rájött és elrendelte az orvos kivégzését. Hszün Jü, a hadvezér egyik tanácsadója folyamatosan kegyelemért könyörgött az orvos nevében.
(Hua Tuo) sokáig távol volt az otthonától és haza kívánt térni, szóval ezt mondta: „Nemrég kaptam egy levelet otthonról, ezért ideiglenesen haza szeretnék menni.” Miután hazaért, felesége betegségére hivatkozva többször is meghosszabbította otthon tartózkodását és nem tért vissza. (Cao Cao) több levelet is írt neki melyben kérte hogy menjen vissza, valamint császári utasításokat adott ki a parancsnokságának és a kerületi hatóságoknak, hogy hozzák vissza az orvost. Hua Tuo azonban nem tért vissza, mondván, büszke a képességeire és elszomorítónak találja hogy másokra várjon a megélhetésért. Cao Cao rendkívül mérges lett és utasítást adott arra, hogy menjenek és vizsgálják meg az ügyet. Ha a felesége valóban beteg, négy véka lencsét küld neki és elnéző lesz amíg vissza nem tér. Ha viszont hazudik, letartóztatják és visszahurcolják. Következésképpen Hua Tuot börtönbe zárták ahol kihallgatása után bevallotta bűnét. (Hszün Jü) az orvos nevében esedezve azt mondta: „Hua Tuo módszerei tényleg hatásosak és emberek életei múlnak rajta. Kérlek, legyél kegyes hozzá.” Cao Cao így felelt: „Ne aggódj. Azt gondolod nincsenek ugyanolyan patkányok a Mennyben mint ő?”
Hua Tuo kivégzésére várva összeírta orvosi módszereit,a könyvet Csing Nang Sunak (青囊書; jelentése zöld táskakönyv) nevezte el, amelyet később elégetett. A név azóta a klasszikus kínai nyelvben orvosi gyakorlati szöveget jelent.

## Halála
Később a bíróság halálbüntetést szabott ki rá. Mielőtt kivégezték volna, Hua Tuo előhúzott egy tekercset amelyet az őrnek átnyújtott és így szólt: „Ez megmentheti az emberek életét.” Az őr, félvén a törvényektől nem fogadta el a tekercset, és az orvos sem erőltette rá. Ehelyett tüzet kért melyben elégette azt.”
E gyógyszer elvesztése hatalmas veszteség volt. Ilza Veith megemlíti: „Sajnálatos módon Hua Tuo munkái megsemmisültek; sebészeti módszereit nem alkalmazták, csupán a kasztrálás módját. Abban a korban a műtéti beavatkozásokat a vallás miatt megbélyegezték, az orvos szociális helyzete a társadalomban pedig rendkívül alacsony volt, mely ellehetetlenítette a beavatkozások gyakorlását.” A Lie-ce című könyv szerint egy Pien Csüe (i.e. 500 körül) nevű orvos érzéstelenítést használt szívátültetés közben, de a negyedik századi szöveg csak Hua Tuo után lett megírva. Cao Cao később megbánta, hogy kivégeztette az orvost, mikor fia, Cao Csung (i.sz. 196-208) betegség miatt meghalt.
Hua Tuo halála után (Cao Cao) fejfájásai nem múltak el. „(Hua Tuo) meg tudott volna gyógyítani engem, de a gazember meghosszabbította a betegségemet hogy a saját pozícióját növelje. Ezért, ha nem is végeztettem volna ki, soha nem akarta volna megkeresni a betegségem forrását.” Később, mikor fia kritikus állapotban volt ezt mondta: „Bánom, hogy kivégeztettem (Hua Tuot), emiatt a fiamnak kínok között kell meghalnia.”

## Tanítványai
A Szanguocse nem említi az orvos halálának pontos időpontját, de mivel Cao Csung 208-ban halt meg, Hua Tuo ekkor már nem élt. Hua Tuo életrajza két tanítványának, Vu Punak (吳普) és Fan A-nak(樊阿) az elbeszélésével ér véget.
Vu Pu és Fan A mindketten Hua Tuonál tanultak. Az orvos módszereit alkalmazva rengeteg ember gyógyult meg Vu Pu által. „Az emberi testet használni kell.” mondta Hua Tuo a tanítványnak „Azonban sosem szabad a határait feszegetni. A végtagok mozgatása elősegíti a tápanyagok felszívódását az ételekből és lehetővé teszi hogy a vér szabadon áramolhasson az artériákban, ezzel megakadályozva a betegségek kialakulását. Olyan, mint egy ajtó tengelye amely soha nem korhad el a bogarak és férgek miatt mivel az ajtót állandóan ki-és becsukják. Ezért, mikor az ősiek gyakoroltak, úgy ütöttek mint a medve és úgy forgatták a fejüket mint egy bagoly. Van egy technikám melynek „Öt állat gyakorlata” a neve. Az első a tigris, második a szarvas, harmadik a medve, negyedik a majom és ötödik a madár. Ezt a technikát betegség eltüntetésére is lehet alkalmazni, mivel jót tesz a lábaknak. Ha valahol úgy érzed nincs minden rendben, állj fel és csináld valamelyik technikát amíg verejtékben nem fürdesz, aztán hints port magadra. Kipihentnek fogod érezni magad és megjön az étvágyad.”
Fan A az akupunktúra területén volt jártas és sokkal mélyebbre szúrta a tűket mint más. Victor H. Mair szerint a tanítvány különös neve arra utal hogy Fan A külföldi volt, valamint a környéken jelentek meg a legelső buddhista közösségek Kínában. 
(Fan A) az orvostól olyan szájon át bevehető gyógyszert kért, mely jó hatással lenne az ember egészségére. Hua Tuo megmutatta hogyan csinálhat keveréket cserje leveleiből valamint gyógynövényekből. Az arány tizennégy uncia gyógynövény egy uncia aprított levélhez. Ha valaki sokáig veszi be ezt a gyógyszert, akkor háromfajta féregtől fog megszabadulni, jót fog tenni a beleinek, fürgének fogja érezni magát és a haja nem fog őszülni.
A gyógynövények, melyeket említett a csije (漆叶; Lakkszömörce) és a csingtien (青黏; Sigesbeckia orientalis). A Szung-dinasztiabeli konfuciánus tudós Je Mengtö (1077-1148) kritizálta a Szanguocse és Hou han su könyveket és állítása szerint Hua Tuo kitalált személy. „Az orvosok nem tudják feltámasztani a halottakat” című értekezésében leírta:
Egyáltalán nincs alapelv ami alapján elszámolhatna ezzel. Az embert a fizikai formája teszi emberré és a létfontosságú levegő tartja életben. Nincs tudásom arról, hogy (Hua Tuo) gyógyszere képes lenne egy embert az öntudatlanságba terelni hogy aztán fel legyen vágva és képes legyen teljesen meggyógyulni mialatt a megrongált belső szervek újra összenőnek. Azonban ha a belső szervek, hát, vagy gyomor fel lettek vágva és fel lettek boncolva, hogyan tudnának újra levegőhöz jutni? Ilyen állapotban hogyan képesek visszatérni az életbe? Ha (Hua Tuo) képes volt ezt elvégezni akkor bárki, akit büntetésképpen feldaraboltak, visszahozható az életbe, és ezentúl semmi értelme nem lenne büntetéseket végrehajtani.
Később 34 akupunktúra pont lett elnevezve „Hua Tuo Csiacsinek” (華佗夹脊) az orvos tiszteletére. Hua Tuo a taoista templomokban sönji-nek (神醫), vagyis isteni orvosnak van titulálva és orvosi istenként vagy halhatatlanként imádkoznak hozzá az emberek. A „Hua Tuo cajsi" (華佗再世; Hua Tuo reinkarnációja) olyan kifejezés, amelyet azóta is nagy tudású orvosokra használnak.

## Kitalált történetek

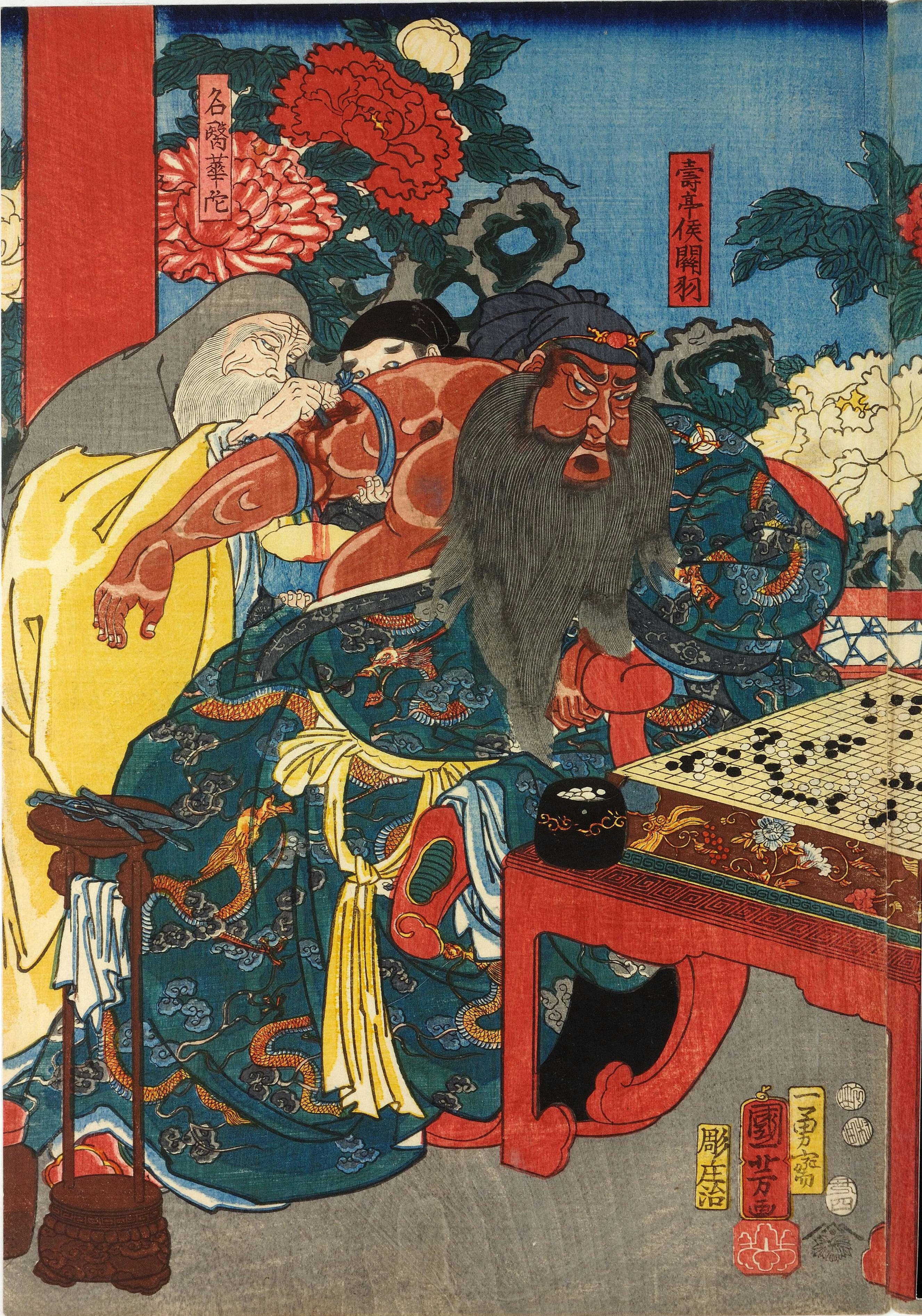
Utagava Kunijosi műve

A 14. századi történelmi regényben, a Három királyság románcában Hua Tuo egy tábornokot, név szerint Kuan Jü-t gyógyítja meg, akit egy mérgezett nyílvesszővel lőttek meg a fancsengi csatában 219-ben. Az orvos felajánlja a tábornoknak, hogy érzésteleníti, azonban Kuan Jü elkezd nevetni és azt mondja nem fél a fájdalomtól. Hua Tuo egy kést használ hogy felvágja a húst a tábornok karjában, majd lekaparja a mérget a csontról. A kezelés alatt Kuan Jü folytatja a Go játékot melyet Ma Lianggal kezdett el és egy szót sem szólt. Később, mikor Ma Liang megkérdezte őt hogy miért nem szólt semmit, Kuan Jü azt válaszolta, fenn akarta tartani a csapatai morálját azáltal hogy sebezhetetlennek tűnik. A sikeres operáció után a tábornok felajánlott az orvosnak egy fényűző lakomát valamint száz uncia aranyat, de Hua Tuo elutasította, mondván egy orvos feladata a betegek meggyógyítása nem pedig a haszonszerzés. Annak ellenére hogy Hua Tuo valószínűleg 208-ban meghalt, tíz évvel a fancsengi csata előtt, a történet miszerint meggyógyította Kuan Jü-t népszerű téma lett.
Hua Tuo-t megidézte Cao Cao hogy meggyógyítsa krónikus fejfájását, mely kiderül hogy egy agydaganat. Az orvos közli, annak érdekében hogy eltávolítsa a tumort, mindenképpen fel kell nyitni a koponyát. Azonban Cao Cao azt hiszi Hua Tuo meg akarja őt gyilkolni ezért elfogatja és börtönbe zárja őt.
A regényben Hua Tuo átadja egy börtönőrnek a gyógyszer összetevőit és leírását tartalmazó tekercset, ezáltal az örökség fennmarad. Később a börtönben hal meg. A börtönőr felesége attól félvén hogy bajba fognak keveredni elégeti a tekercset, azonban az őrnek sikerül néhány lapot megmentenie amelyek kakasok és kacsák kasztrálásáról szólnak, a többi oldal örökre elveszik.

## Mafeiszan
A szó mafeiszan a ma (麻, jelentése kannabisz, kender), fei (沸, jelentése forralni) és a szan (散, jelentése feltörni, por alapú gyógyszer) szavakból áll össze. Műtét előtt a beteggel megitatta a keveréket, amely egyfajta ájultságot, öntudatlanságot illetve bénultságot okozott.
A keverék pontos tartalmát nem ismerjük, mivel halála előtt elégette az ezt tartalmazó kéziratot minden más, tudását tartalmazó kéziratával együtt. Sinológusok és tudósok máig próbálják kitalálni a por összetevőit, úgy gondolják a keverék a következő összetevőkből állhatott:
- bai cse (Angyalgyökér)
- cao vu (Sisakvirág)
- csuan hsziung (Kínai medvegyökér)
- dong csüai (Kínai angyalgyökér)
- vu tou (Őszi sisakvirág)
- jang csin hua (Csattanó maszlag)
- ja pu lu (Közönséges mandragóra)
- Jázmin gyökér
- Havasszépe

Egyesek úgy gondolják, a keverék hasist vagy ópiumot is tartalmazott. Victor H. Mair szerint maga a mafei a morfium szó átirata. Néhány szerző véleménye alapján Hua Tuo akupunktúrát használt fájdalomcsillapításra, a keveréknek pedig vagy nincs köze hozzá, vagy csupán kiegészítőként alkalmazta műtétei során. Több orvos megpróbálta elkészíteni a gyógyfüvekből álló port, de egyszer sem jártak sikerrel, a szer hatástalan volt.

## Fordítás
- Ez a szócikk részben vagy egészben  a   Hua Tuo című angol Wikipédia-szócikk ezen változatának fordításán alapul.  Az eredeti cikk szerkesztőit annak laptörténete sorolja fel. Ez a jelzés csupán a megfogalmazás eredetét és a szerzői jogokat jelzi, nem szolgál a cikkben szereplő információk forrásmegjelöléseként.